# Platyrrhacus incus
Platyrrhacus incus är en mångfotingart som beskrevs av Chamberlin 1941. Platyrrhacus incus ingår i släktet Platyrrhacus och familjen Platyrhacidae. Inga underarter finns listade i Catalogue of Life.